# Михаило Милојевић
Михаило Милојевић (Јошаничка Бања, код Рашке, 28. фебруар 1934 — Београд, мај 2020) био је српски политичар, друштвено-политички радник СР Србије и професор Универзитета.

## Биографија
Рођен је 28. фебруара 1934. у Јошаничкој Бањи, код Рашке. У родном месту је завршио основну школу, а Индустријску средњу техничку школу „Петар Драпшин“ завршио је 1958. у Београду. Потом је студирао на Машинском факултету у Београду, на коме је дипломирао 1963, а докторирао 1980. године.
Радио је у предузећу „Иво Лола Рибар” у Железнику, где је обављао разне дужности — директор квалитета производа (1973—1975), директор Фабрике алатних машина (1975—1981), председник Пословодног одбора (1981—1989) и председник Програмско-надзорног одбора (1989—1990). Од 1983. био је ванредни професор Машинског факултета Универзитета у Београду, а од 1991. редовни професор Факултета за машинство и грађевинарство у Краљеву у саставу Универзитета у Крагујевцу.
Од 1989. до 1991. био је председник Привредне коморе Србије, а од 1991. до 2000. председник Привредне коморе Југославије.
Био је члан Савеза комуниста Србије, а од 1990. члан Социјалистичке партије Србије, у којој је 5. новембра 1990. изабран за првог председника Градског одбора СПС Београда. Ову функцију обављао је до 1991. године.
Аутор је више уџбеника за средње и више школе и стручних радова.
Добитник је Седмојулске награде (1985) и Награде АВНОЈ-а (1988). Одликован је Орденом рада за златном звездом и Орденом рада са црвеном заставом.